# Riders Tour 2017
Die DKB-Riders Tour 2017 war die 17. Saison der Riders Tour, einer international ausgeschriebenen Turnierserie im Springreiten.
Im Jahr 2017 umfasste das Programm der Riders Tour sechs Wertungsprüfungen auf CSI 3*- und 4*-Turnieren in Deutschland. Organisiert wurde die Riders Tour von einer gleichnamigen GmbH, deren Geschäftsführer Paul Schockemöhle ist.
Unverändert seit 2010 ist die Deutsche Kreditbank Titelsponsor der Serie. Zudem waren die BEMER Int. AG und die mauser einrichtungssysteme GmbH & Co. KG zum zweiten Mal Hauptsponsoren.

## Ablauf der Turnierserie
Die Etappen der DKB-Riders Tour sind seit 2014 unverändert geblieben: Bei sechs Turnieren, ausgetragen zwischen dem 26. April und dem 12. November, wurden die Prüfungen der Riders Tour-Saison 2017 durchgeführt.
Bei den Wertungsprüfungen handelte es sich üblicherweise um die Großen Preise der Turniere. Beim Deutschen Spring- und Dressurderby ist das Springderby die Riders Tour-Wertungsprüfung.
Ausgeschrieben waren die Wertungsprüfungen mit Ausnahme des Deutschen Spring-Derbys jeweils als Springprüfung mit zwei unterschiedlichen Umläufen. Aus dem ersten Umlauf wurden die Strafpunkte jedoch nicht übernommen, somit entsprach die Ausschreibung (bis auf die Startreihenfolge im zweiten Umlauf) weitgehend einer Springprüfung mit Siegerrunde. Das beste Viertel der Teilnehmer des ersten Umlaufs qualifizierte sich für den zweiten Umlauf.
Die Munich Indoors in München bildeten unverändert den Saisonabschluss der Riders Tour. Beim Großen Preis von München handelte es sich um eine normale Wertungsprüfung. Um jedoch am Ende der Saison in die Gesamtwertung eingehen zu können, mussten die Reiter am Finale teilnehmen. Soweit dies nicht der Fall war, wurden sie in der abschließenden Gesamtwertung nicht berücksichtigt.
Die Wertungspunkte wurden wie folgend vergeben:
| Platz  | 1  | 2  | 3  | 4  | 5  | 6  | 7 | 8 | 9 | 10 | 11 | 12 | 13 | 14 | 15 |
| Punkte | 20 | 17 | 15 | 13 | 11 | 10 | 9 | 8 | 7 | 6  | 5  | 4  | 3  | 2  | 1  |

## Medien
Live im Fernsehen übertragen wurde von vier der sechs Riders Tour-Wertungsprüfungen: In Hamburg (im ZDF), in Wiesbaden (im hr-fernsehen), in Münster (im WDR Fernsehen) und in München (im BR Fernsehen). Außerhalb dieser Sendezeiten werden aller Turniere der Riders Tour über einen Internet-Livestream übertragen.

## Die Prüfungen

### 1. Prüfung – Hagen a.T.W.
Der Auftakt zur Riders Tour-Saison 2017 erfolgte am 1. Mai im Rahmen des Großen Preises des CSI 4*-Turniers „Horses & Dreams“ in Hagen am Teutoburger Wald.
Im ersten Umlauf der mit 75.000 Euro dotierten Prüfung blieben 12 Reiter und damit genau das erwünschte Viertel des Starterfeldes ohne Fehler. Sieben Reiter glückte im Stechen erneut eine fehlerfreie Runde. Der dritte Platz stellte für Markus Beerbaum, der nach Jahren mit Schwerpunkt auf der Trainertätigkeit wieder vermehrt selbst in den Turniersport zurückkehrte, einen der größten Erfolge der letzten Jahre dar. Er ritt hier den Wallach Comanche, der bis zum Jahresbeginn 2017 von seiner Ehefrau Meredith Michaels-Beerbaum im Sport vorgestellt wurde. Ihn löste an der Spitzenposition zunächst der Österreicher Christian Rhomberg ab, ehe sich Emanuele Gaudiano mit dem Schimmelhengst Caspar den Sieg mit der schnellsten Zeit des Stechens sicherte.
|             | Reiter             | Pferd           | 1. Umlauf | 1. Umlauf   | 2. Umlauf | 2. Umlauf | Wertungs- punkte |
| Strafpunkte | Reiter             | Pferd           | Zeit (s)  | Strafpunkte | Zeit (s)  |           | Wertungs- punkte |
| ----------- | ------------------ | --------------- | --------- | ----------- | --------- | --------- | ---------------- |
| 1           | Emanuele Gaudiano  | Caspar          | 0         | -           | 0         | 50,30     | 20               |
| 2           | Christian Rhomberg | Saphyr des Lacs | 0         | -           | 0         | 50,93     | 17               |
| 3           | Markus Beerbaum    | Comanche        | 0         | -           | 0         | 51,12     | 15               |

(Plätze eins bis drei von insgesamt 47 Teilnehmern)

### 2. Prüfung – Hamburg

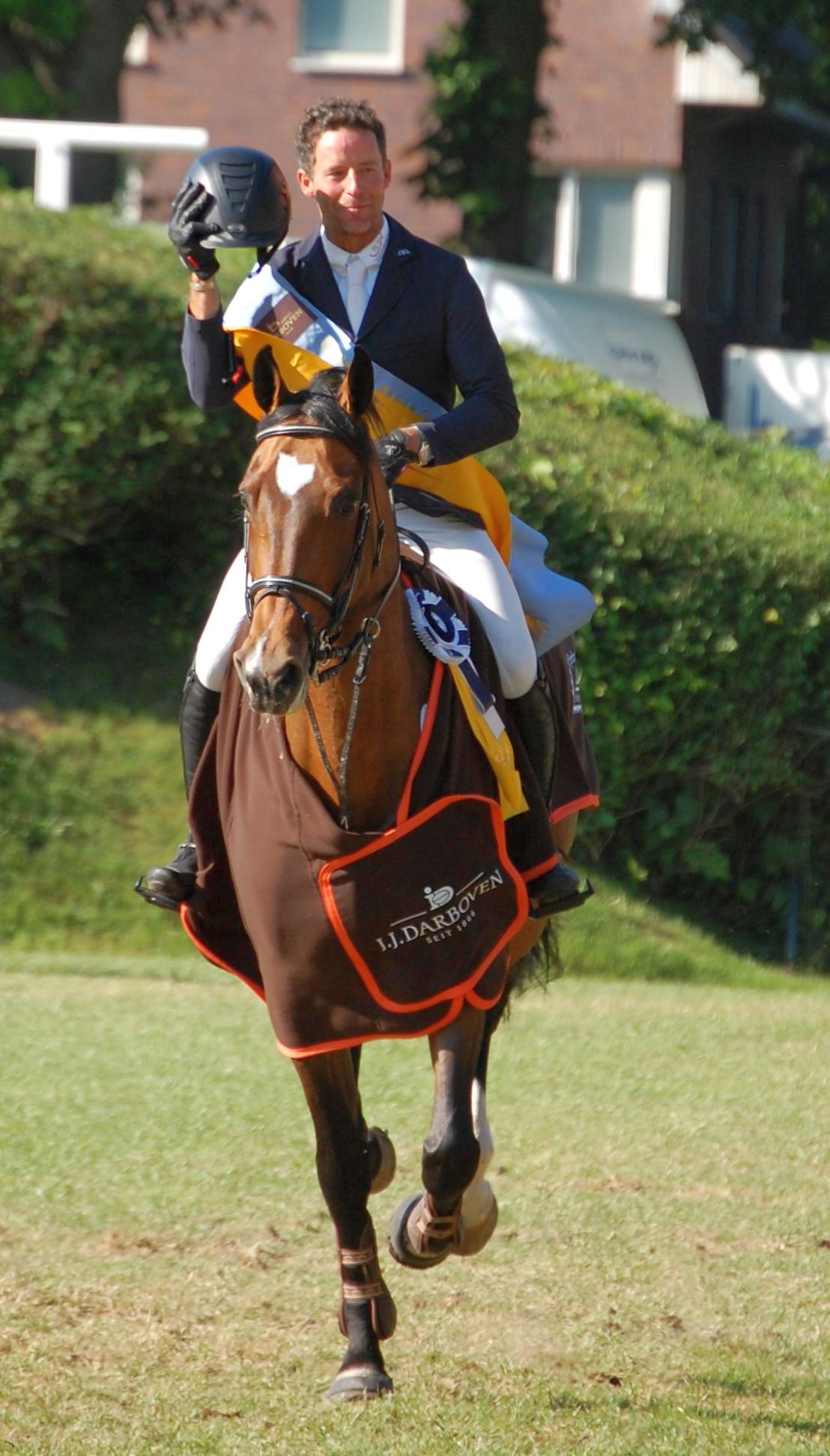
Pato Muente und Zera, Sieger des 88. Deutschen Spring-Derbys

Vom 24. bis 28. Mai 2017 wurde in Hamburg das Deutsche Spring- und Dressurderby durchgeführt. Nach zwei Qualifikationsprüfungen am Donnerstag und Freitag fiel die Entscheidung um die Riders Tour-Punkte im Deutsche Springderby am Sonntagnachmittag (28. Mai).
Nachdem es im Vorjahr keine fehlerfreien Ritte gegeben hatte und ein Stechen der Reiter mit vier Strafpunkten erforderlich wurde, dauerte es 2017 bis zum neunten Ritt: Pato Muente und seine Stute Zera, die im Vorjahr in das Stechen eingezogen waren, kamen ohne Strafpunkte in das Ziel. Bereits zwei Ritte später gelang dies auch dem Derbysieger von 2012 und 2014, Nisse Lüneburg. Somit war ein Stechen um den Sieg erforderlich. Während etwa das Siegerpaar von 2015, Christian Glienewinkel und Professional Aircare auf die Beendigung des Parcours verzichtete, zog mit Gilbert Tillmann ein weiterer Derbysieger früherer Jahre in das Stechen ein.
Nach einer gut halbstündigen Pause gingen weitere 14 Reiter im Normalumlauf an den Start, darunter etwa drei derbyerfahrene Paare von den britischen Inseln (William Whitaker mit Glenavadra Brilliant, die Vorjahreszweiten Nigel Coupe und Golvers Hill und die Vorjahressieger Billy Twomey und Diaghilev). Auch aus Norddeutschland standen hier noch starke Paare auf der Starterliste, etwa Janne Friederike Meyer-Zimmermann mit Anna, mit der sie 2015 und 2016 jeweils Vierte im Deutschen Spring-Derby wurde oder André Thieme, der in der zweiten Derbyqualifikation am Freitag auf Platz drei gekommen war, dessen neunjähriges Pferd Contadur er jedoch erst wenige Wochen im Beritt hatte. Keinem dieser 14 Pferd-Reiter-Paare gelang der Stecheinzug.
Im Stechen musste Pato Muente vorlegen, ging mit Zera nicht das letzte Risiko, kam jedoch erneut ohne Fehler durch den Parcours. Damit mussten Lüneburg und Tillmann versuchen, trotz ihrer jungen Pferde den Springparcours des Stechens schneller und fehlerlos zu bewältigen. Nisse Lüneburg ging ein etwas höheres Tempo als Muente, doch bekam er mit Cordillo vier Strafpunkte an der ersten „Eisenbahnschranke“ (einem nur aus einer einzelnen Stange bestehenden Steilsprung). Gilbert Tillmann ritt das jüngste Pferd im Teilnehmerfeld, den achtjährigen Schimmelwallach Claus Dieter. Mit diesem ritt er dennoch ein deutlich höheres Grundtempo. Doch auch Tillmann unterlief bei den „Eisenbahnschranken“, konkret beim zweiten Sprung dieser Kombination, ein Hindernisfehler. Damit gewann Pato Muente bei seiner zweiten Teilnahme am Deutschen Spring-Derby diese Prüfung.
|             | Reiter           | Pferd        | 1. Umlauf | 1. Umlauf   | Stechen  | Stechen | Wertungs- punkte |
| Strafpunkte | Reiter           | Pferd        | Zeit (s)  | Strafpunkte | Zeit (s) |         | Wertungs- punkte |
| ----------- | ---------------- | ------------ | --------- | ----------- | -------- | ------- | ---------------- |
| 1           | Pato Muente      | Zera         | 0         | -           | 0        | 56,30   | 20               |
| 2           | Gilbert Tillmann | Claus Dieter | 0         | -           | 4        | 50,12   | 17               |
| 3           | Nisse Lüneburg   | Cordillo     | 0         | -           | 4        | 55,16   | 15               |

(Plätze eins bis drei von insgesamt 32 Teilnehmern)

### 3. Prüfung – Wiesbaden
Stets am Pfingstwochenende und damit eine Woche nach dem Deutschen Spring- und Dressurderby wurde in Wiesbaden das Internationale Pfingstturnier durchgeführt. Die Riders Tour-Wertungsprüfung, der Große Preis der Landeshauptstadt Wiesbaden, wurde am Nachmittag des Pfingstmontags (5. Mai 2017) ausgetragen.
Als eine der anspruchsvollsten Stellen im Parcours des ersten Umlaufs stellte sich die Hindernisfolge 5 – 6a – 6b dar, auf den Wassergraben folgte hier direkt eine zweifache Kombination (6a Oxer, 6b Steilsprung). Von den 36 Pferd-Reiter-Paaren blieben sieben ohne Fehler, so dass auch noch ein Paar mit einem Zeitstrafpunkt sowie das schnellste Paar mit vier Strafpunkten in den zweiten Umlauf einzogen.
Im zweiten Umlauf gelang es Eva Bitter, die hier die zweite Starterin war, als erste fehlerfrei zu bleiben. Mit Conte-Bellini hatte sie im ersten Umlauf einen Zeitstrafpunkt kassiert. Im zweiten Umlauf blieb sie in der erlaubten Zeit, doch auch hier mit gemäßigtem Tempo. Cian O’Connor war mit dem 11-jährigen Hengst Good Luck ohne Fehler schon über sechs Sekunden schneller als Bitter, er benötigte 47,02 Sekunden. Während sich der Sieger des Großen Preises von Wiesbaden von 1997, Markus Beerbaum, mit Comanche einen Hindernisfehler erlaubte, übernahm Philip Rüping mit einem nochmals schnelleren Ritt die Führung.
Holger Wulschner als nächster Reiter trat mit der 9-jährigen Stute Catch Me T an, für die diese Prüfung der erste Start in einem klassischen Großen Preis war. Wulschner gelang eine fehlerlose Runde und war nochmals fast eine Sekunde schneller als Rüping. Die letzten beiden Reiter im zweiten Umlauf, Lillie Keenan sowie das Vorjahressiegerpaar Patrick Stühlmeyer und Lacan, kamen ebenso ohne Fehler in das Ziel, doch reichten sie nicht an die Zeit des Führenden heran.
|             | Reiter           | Pferd      | 1. Umlauf | 1. Umlauf   | 2. Umlauf | 2. Umlauf | Wertungs- punkte |
| Strafpunkte | Reiter           | Pferd      | Zeit (s)  | Strafpunkte | Zeit (s)  |           | Wertungs- punkte |
| ----------- | ---------------- | ---------- | --------- | ----------- | --------- | --------- | ---------------- |
| 1           | Holger Wulschner | Catch Me T | 0         | -           | 0         | 45,39     | 20               |
| 2           | Philip Rüping    | Messenger  | 0         | -           | 0         | 46,36     | 17               |
| 3           | Lillie Keenan    | Super Sox  | 0         | -           | 0         | 46,74     | 15               |

(Plätze eins bis drei von insgesamt 36 Teilnehmern)

### 4. Prüfung – Münster
Nach einer Pause von drei Monaten wurde die Riders Tour-Saison mit dem Turnier der Sieger in Münster fortgesetzt. Das CSI 4*-Turnier wurde vom 10. August bis 13. August ausgerichtet.
Die erlaubte Zeit sollte im Großen Preis des Münsteraner Traditionsturniers zu eine Klippe im ersten Umlauf werden: Zunächst war diese nur mit 75 Sekunden angesetzt worden, was nach den Regenfällen der vorherigen Tage kaum erreichbar war. Daraufhin wurde die erlaubte Zeit auf 80 Sekunden erhöht, dennoch bekam fast die Hälfte der 42 Starter Zeitstrafpunkte. Der mit 125.000 Euro dotierte Große Preis des Münsteraner Traditionsturniers lockte auch die Reiter, die bis Samstagabend beim Global Champions Tour-Turnier in Valkenswaard am Start waren: Ludger Beerbaum bekam als erster Starter mit Chacon einen (zunächst zwei) Zeitstrafpunkt(e). Nach Korrektur der erlaubten Zeit wurde der Ritt des zweiten Starterpaars (Christian Ahlmann und Colorit) zur ersten fehlerfreien Runde. Insgesamt blieben im ersten Umlauf 15 Reiter mit ihren Pferden ohne Fehler. Aufgrund der Ausschreibung der Prüfung zogen jedoch nur die elf schnellsten Null-Fehler-Ritte in den zweiten Umlauf ein. Dies hatte zur Folge, dass etwa der Sieger von Wiesbaden, Holger Wulschner, den Einzug in den zweiten Umlauf knapp verpasste.
Im zweiten Umlauf war Christian Ahlmann kurz davor, nach dem zweiten Platz in der Valkenswaarder Global Champions Tour-Etappe auch in Münster ganz vorne im Preisgeld zu landen: Seine Zeit von 42,07 Sekunden sollte im zweiten Umlauf kein Reiter auch nur ansatzweise schlagen können, doch die Distanz zum letzten Sprung war nicht passend. Mit vier Strafpunkten kam er im Endergebnis auf Platz sechs. Nach mehreren Vier-Fehler-Ritten war der fehlerlose Ritt von Gerrit Nieberg mit Contagio (Platz fünf) der Auftakt zu mehreren Null-Fehler-Ritten. Christian Rhomberg, Marc Houtzager und Peder Fredricson nahmen sich nacheinander jeweils die Führung ab. Doch der Sieg ging an einen Lokalmatador: Jens Baackmann hatte im Vorjahr mit Carmen bereits die Hauptprüfung des Samstags gewonnen und im Großen Preis den zweiten Rang belegt. 2017 kehrte er dies um und wurde mit der nun 12-jährigen Stute Zweiter am Turniersamstag und gewann den Großen Preis.
|             | Reiter           | Pferd    | 1. Umlauf | 1. Umlauf   | 2. Umlauf | 2. Umlauf | Wertungs- punkte |
| Strafpunkte | Reiter           | Pferd    | Zeit (s)  | Strafpunkte | Zeit (s)  |           | Wertungs- punkte |
| ----------- | ---------------- | -------- | --------- | ----------- | --------- | --------- | ---------------- |
| 1           | Jens Baackmann   | Carmen   | 0         | -           | 0         | 43,21     | 20               |
| 2           | Peder Fredricson | All In   | 0         | -           | 0         | 44,02     | 17               |
| 3           | Marc Houtzager   | Baccarat | 0         | -           | 0         | 45,84     | 15               |

(Plätze eins bis drei von insgesamt 42 Teilnehmern)

### 5. Prüfung – Paderborn
Anfang September stand mit der Paderborn Challenge die fünfte Etappe der Riders Tour auf dem Programm. Der einzige CSI 3* der Turnierserie wurde vom 7. September bis 10. September 2017 auf dem Paderborner Schützenplatz ausgetragen.
Den ersten Umlauf des Großen Preises beendeten gleich 17 Reiter ohne Hindernisfehler, vier von ihnen jedoch mit einem Zeitstrafpunkt. Der sonst zu den schnellsten Reitern zählende Felix Haßmann kam mit Balzaci im ersten Umlauf trotz fehlerfreien Rittes nur auf den 13. Rang und verpasste damit knapp den Einzug in den zweiten Umlauf der besten zwölf Teilnehmer.
Nach zwei Vier-Strafpunkt-Ritten war es im zweiten Umlauf Ludger Beerbaum, der mit Chacon als erster Reiter fehlerlos blieb. Zwei Ritte nach ihm übernahm Heiko Schmidt mit Chap die Führung. Nach drei Ritten mit Strafpunkten und einem langsameren Null-Fehler-Ritt von Mario Stevens war es Hans-Dieter Dreher, der mit Berlinda ohne Fehler und nochmals über zwei Sekunden schneller als Schmidt war. Auch die beiden letzten Starter brachten Nullrunden in das Ziel: Während Toni Haßmann knapp langsamer als Dreher war, zeigte Marcus Ehning mit Comme il faut die klar schnellste Runde des Stechens. Damit sicherte er sich, nachdem er am Vortag bereits die Hauptprüfung des Samstags gewonnen hatte, auch noch den Sieg im mit 75.000 Euro dotierten Großen Preis. Ehning und der Hengst Comme il faut wiederholten damit ihren Vorjahressieg.
|             | Reiter             | Pferd                   | 1. Umlauf | 1. Umlauf   | 2. Umlauf | 2. Umlauf | Wertungs- punkte |
| Strafpunkte | Reiter             | Pferd                   | Zeit (s)  | Strafpunkte | Zeit (s)  |           | Wertungs- punkte |
| ----------- | ------------------ | ----------------------- | --------- | ----------- | --------- | --------- | ---------------- |
| 1           | Marcus Ehning      | Comme il faut           | 0         | -           | 0         | 41,83     | 20               |
| 2           | Hans-Dieter Dreher | Berlinda                | 0         | -           | 0         | 42,57     | 17               |
| 3           | Toni Haßmann       | Bien-Aimee de la Lionne | 0         | -           | 0         | 43,13     | 15               |

(Plätze eins bis drei von insgesamt 48 Teilnehmern)

### 6. Prüfung – München
Im Finale der Riders Tour wurden im Rahmen des Großen Preises der Munich Indoors die letzten Wertungspunkte für die Gesamtwertung vergeben. Das in der Münchener Olympiahalle stattfindende CSI 4*-Turnier wurde vom 9. November bis zum 12. November durchgeführt. Um in der abschließenden Riders Tour-Gesamtwertung platziert zu werden, ist die Teilnahme am Großen Preis von München für die Reiter zwingend erforderlich.
Den ersten Umlauf beendeten elf Reiter ohne Abwurf, sodass auch zwei Reiter mit Zeitfehler/Abwurf in der zweiten Runde antreten durften. Dort konnten neun Reiter erneut ohne Fehler bleiben. Mehrere Reiter kamen knapp an die 35-Sekunden-Marke oder unterboten sie sogar, darunter als viertletzter Reiter der Fünfte des Rankings vor dem Finale: Markus Beerbaum auf Charmed, der in 34,52 Sekunden die Führung übernahm und so schon nach seinem Ritt den Sieg in der Gesamtwertung sicher hatte. Schneller war nur noch der letzte Starter: Felix Haßmann konnte sich auf seinem Routinier Balzaci in 33,83 Sekunden deutlich an die Spitze setzen und gewann so erstmals den Großen Preis von München, nachdem er zwei Jahre zuvor schon einmal Vierter dort wurde.
|             | Reiter          | Pferd   | 1. Umlauf | 1. Umlauf   | 2. Umlauf | 2. Umlauf | Wertungs- punkte |
| Strafpunkte | Reiter          | Pferd   | Zeit (s)  | Strafpunkte | Zeit (s)  |           | Wertungs- punkte |
| ----------- | --------------- | ------- | --------- | ----------- | --------- | --------- | ---------------- |
| 1           | Felix Haßmann   | Balzaci | 0         | -           | 0         | 33,83     | 20               |
| 2           | Markus Beerbaum | Charmed | 0         | -           | 0         | 34,52     | 17               |
| 3           | Mario Stevens   | Landano | 0         | -           | 0         | 34,82     | 15               |

## Finalstand Gesamtwertung
|       | Reiter             | Etappen | Etappen   | Etappen | Etappen   | Etappen | Etappen | Gesamtpunkte |
| Hagen | Reiter             | Hamburg | Wiesbaden | Münster | Paderborn | München |         | Gesamtpunkte |
| ----- | ------------------ | ------- | --------- | ------- | --------- | ------- | ------- | ------------ |
| 1     | Markus Beerbaum    | 15      | -         | 9       | 0         | 0       | 17      | 41           |
| 2     | Jens Baackmann     | 0       | -         | -       | 20        | 8       | 8       | 36           |
| 3     | Christian Rhomberg | 17      | -         | 0       | 13        | 0       | 4       | 34           |
| 4     | Philip Rüping      | 0       | -         | 17      | 2         | 9       | 6       | 34           |
| 5     | Felix Haßmann      | 6       | -         | 1       | 0         | 3       | 20      | 30           |